# Vank
Vank (en arménien : Վանք, en azéri : Vəngli) est une communauté rurale de la région de Martakert, au Haut-Karabagh. Elle compte 1 284 habitants en 2005.
Le monastère de Gandzasar s'élèvent à proximité du village.